# Венеційська академія витончених мистецтв
45°25′43″ пн. ш. 12°19′50″ сх. д. / 45.4286° пн. ш. 12.3305° сх. д.

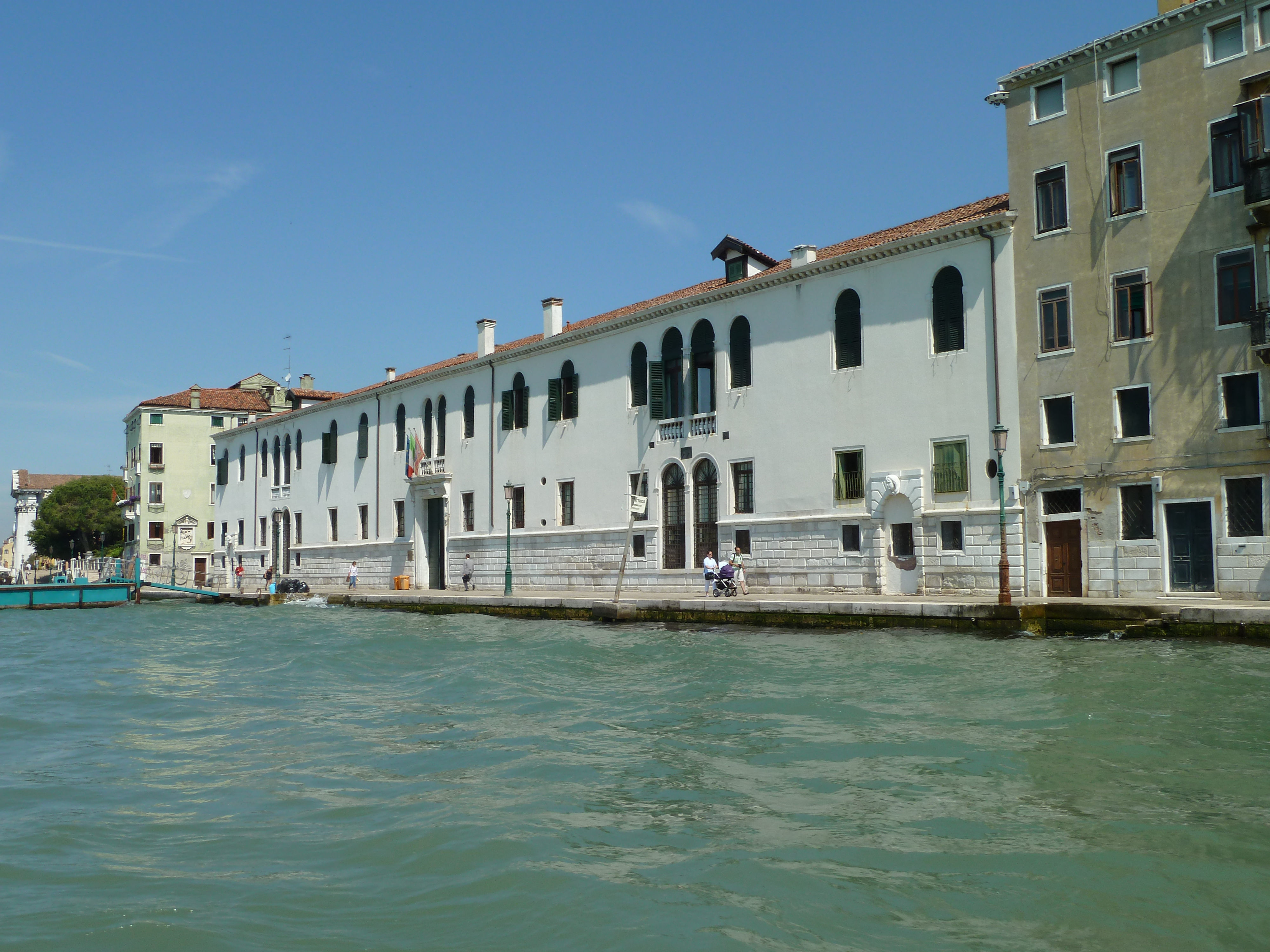
Венеційська академія красних мистецтв, головне приміщення колишнього шпиталю для невиліковних хворих.

Венеційська академія витончених мистецтв (італ. Accademia di belle arti di Venezia) — навчальний заклад для навчання художньо обдарованої молоді, засновний і облаштований в останні десятиліття існування Венеційської республіки в другій половині XVIII ст.

## Історія
Венеційська академія красних мистецтв для навчання молоді заснована 24 вересня 1750 року. Але статут навчальний заклад отримав лише 1756 року.
Первісно художній навчальний заклад розмістили в Фонтегетто делла Фаріна, в приміщенні ринку та складу борошна. Студенти були вимушені боротися з галасом ринку та пилюкою зі складу борошна, розташованих на першому поверсі споруди на Гранд-Каналі. До того ж перше приміщення закладу виявилось замалим.
По знищенню Венеційської республіки, котру захопили вояки Наполеона Бонапарта, Венеційська академія красних мистецтв 1807 року була наново відкрита за наказом Наполеона. Назва "Венеційська академія живопису, скульптури і архітектури " була замінена на «Королівську академію красних мистецтв». Саму академію перевели в нове приміщення — це була Скуола делла Каріта, вибудована за проектом Андреа Палладіо.
Як і кожний художній навчальний заклад Венеційська академія мала свій художній музей. Ним була Галерея Академії (Венеція). Сенат Венеції видав наказ про створення водночас і Галереї художньої Академії, колекції живопису якої були б зразками для навчання. Першим директором Галереї і президентом Академії призначили П'єтро Едвардса. П'єтро Едвардс, що посів місце президента, став надзвичайно вдалим вибором Сенату. Енергійна і працьовита особа, він багато зробив і для Акамемії, і для Галереї, і для збереження венеційського живопису в вологому кліматі міста. Так, він подав в Сенат проект створення реставраційних майстерень у 1777 році, а через рік вони вже запрацювали.
Ще значніша роль П'єтро Едвардса в перешкоді грабіжницьких вивозів мистецьких скарбів Венеції в Париж під час падіння Венеційської республіки і захоплення Венеції військами Наполеона Бонапарта. Окупаційна французька влада зачинила багато монастирів і церков Венеції. Розпочався масовий розпродаж картин і витворів мистецтва з релігійних установ. П'єтро Едвардс, так як і державний діяч Теодоро Коррер, рятував, купував і переховував значні мистецькі твори, рятуючи їх для Венеції і Італії. Частково цьому сприяла і окупаційна французька влада. Почалася реорганізація самої Академії. Їй віддали приміщення релігійного Братства Милосердя (Санта Марія делла Харіта), засноване ще у 1260 р., будівлі монастиря (арх. Палладіо), що згоріли в 17 ст. і були відбудовані наново. Реконструкцію і пристосування закінчили лише до 1811 р. Галерею відчинили для відвідин 10 серпня 1817 року.
Антоніо Ротта, який вважається одним з найбільших представників історії Венеції в живописі, був нагороджений Венеційською академією як зразок жанрового живопису.
Навчальний заклад і суто музей при ньому (Галерея Академії (Венеція) ) були офіційно розмежовані і стали окремими закладами лише 2004 року. До того ж, навчальний заклад для художньо обдарованої молоді перевели в приміщення колишнього шпиталю для невиліковних хворих (Оспедале дельї Інкурабілі).

## Неповний перелік художників і викладачів венеційської академії
- Джованні Баттіста П'яцетта (1683—1754)
- Джованні Баттіста Тьєполо (1696—1770)
- Антоніо Ґаі (1686—1769)
- Джуліо Карліні (1826—1886)
- Антонио Ротта (1828—1903)
- Етторе Тіто(1859—1941)
- Альберто Віані (1906—1989)
- Артуро Мартіні (1889—1947)
- Карло Скарпа (1906—1978)
- Еміліо Ведова (1919—2006)